# Fotoamator
Fotoamator – polski film dokumentalny z roku 1998 w reżyserii Dariusza Jabłońskiego. Obraz pokazuje życie łódzkiego getta z dwóch perspektyw – Arnolda Mostowicza, lekarza żydowskiego pochodzenia więzionego w getcie i Waltera Geneweina, Austriaka, głównego księgowego getta.
Inspiracją do powstania filmu było odnalezienie w 1987 roku, w jednym z wiedeńskich antykwariatów ponad 400 diapozytywów z czasów II wojny światowej. Okazało się, że ich autorem był Walter Genewein, członek partii nazistowskiej pracujący jako główny księgowy getta w Łodzi. W filmie wykorzystano 120 z odnalezionych fotografii, zestawiając przedstawiony na nich obraz getta, jako sprawnego przedsiębiorstwa, z komentarzem Arnolda Mostowicza, lekarza więzionego w getcie.

## Nagrody[3]
- Berlin, Prix Europa – w kategorii filmu dokumentalnego Non-Fiction (1998)
- Amsterdam, Festiwal Filmów Dokumentalnych – Grand Prix Nagroda Jorisa Ivensa (1998)
- Krakowski Festiwal Filmowy, Konkurs Międzynarodowy - Don Kichot, Nagroda Międzynarodowej Federacji Klubów Filmowych FICC (1998)
- Łódź, Festiwal Mediów Człowiek w Zagrożeniu – Nagroda Prezydenta Miasta Łodzi (1998)
- Biarritz, Międzynarodowy Festiwal Programów Audiowizualnych – Grand Prix (1999)
- Nagroda Główna Telewizyjna Rządu Bawarii (1999)
- Pessac, Międzynarodowy Festiwal Filmowy – wyróżnienie specjalne (1999)
- Durnham, Double Take – najlepszy film dokumentalny (1999)
- Bornholm, Festiwal Filmów Państw Bałtyckich – nagroda jury prasowego (1999)
- Banff, Międzynarodowy Festiwal Filmowy – najlepszy film dokumentalny (1999)
- Adolf Grimme Prize (2000)

## Fotografie
Odnalezione fotografie trafiły do Muzeum Żydowskiego we Frankfurcie.